# Vesicularia flavo-viridis
Vesicularia flavo-viridis là một loài Rêu trong họ Hypnaceae. Loài này được (Mitt.) Broth. ex Paris miêu tả khoa học đầu tiên năm 1906.